# Fortunée (conte)
Fortunée est un conte de fées littéraire (en) français, écrit par Madame d'Aulnoy. 

## Synopsis
Un pauvre laboureur habitant une chaumière, mourant, voulut partager ses biens entre son fils Bedou et sa fille Fortunée. Un jour, une grande dame lui rendit visite et lui offrit un pot d'œillets et un jonc en argent pour sa fille. Il les lui laissa, ainsi que deux escabelles, une paillasse et une poule à son fils. Peu de temps après sa mort, le frère interdit à sa sœur de s'asseoir sur son tabouret et mangea les œufs pondus par la poule, ne lui donnant que les coquilles. Elle se rendit dans sa chambre, qu'elle trouva remplie d'un délicieux parfum d'œillets. Elle s'est rendu compte qu'ils étaient secs et les parti chercher de l'eau à la fontaine pour les arroser. Là, elle vit une grande dame, qui se présenta comme étant une reine et lui parla.
La jeune fille lui dit qu'elle n'avait pas peur des voleurs parce qu'ils n'auraient rien à voler. La reine demanda si elle donnerait son cœur à qui le lui demanderait ; Fortunée répondit que sans son cœur, elle mourrait, ce qu'elle craignait. Amusée, la reine la nourrit. Elle lui dit alors qu'elle devait arroser ses œillets ; la fille découvre alors que son pichet était devenu doré et l'eau merveilleusement parfumée. La reine lui dit de se rappeler que la Reine des Bois était son amie. En remerciement, Fortunée lui promit de lui offrir les œillets comme la moitié de ce qu'elle possédait. Mais quand elle est revenue dans sa chambre, elle a découvert que Bedou les lui avait volées, remplacés par un chou. Elle est revenue et a offert sa bague à la place.
Elle est revenue et a jeté le chou par la fenêtre. Celui-ci se plaignit qu'il était sur le point de mourir. Le lendemain, voyant le chou au même endroit, il lui dit que si seulement elle le replantait avec les autres, il lui dirait ce que son frère avait fait avec les œillets : les avait cachés dans sa paillasse. Elle l'a replanté, mais ne savait pas comment récupérer les fleurs. Puis elle est allée tordre le cou de la poule pour se venger. L'animal révéla à Fortunée qu'elle n'était pas la fille d'un paysan mais une princesse et qu'elle-même était sa nourrice. Sa mère avait déjà eu six filles, et son mari et son beau-père avaient menacé de la tuer si elle n’avait pas de fils. Sa sœur fée (la reine) a envoyé son propre bébé, un fils, pour remplacer sa nouvelle fille, mais la princesse s'était déjà enfuie dans cette maison. Là, elle rencontra la poule, qui était la femme de l'ouvrier. Une dame était venue, et la femme avait raconté l'histoire de la princesse, et la dame l'avait transformée en poule. La même dame était revenue pour donner au laboureur la bague et les œillets, et aussi pour transformer en choux certains des soldats envoyés chercher la jeune fille. Un de ces choux lui avait parlé plus tôt.
Fortunée est ensuite allée chercher les œillets et a trouvé une armée de rats et de souris pour l'attaquer. Elle pensa à la cruche, et jeta quelque goutte de son eau sur le « peuple souriquois », dissipant l’armée. Les œillets lui parlèrent, la faisant s'évanouir.
Bedou revint et la chassât. La Reine des Bois proposa à Fortunée de la venger, mais la jeune fille déclinât. Puis, elle refusât de prétendre être une princesse, car elle n'avait aucune preuve. Un beau jeune homme arriva alors. La reine expliqua que lorsqu'elle avait envoyé son propre fils chez sa sœur, un ennemi en avait profité pour le transformer en pot de œillets. Elle les avait amenés dans cette maison pour qu'il tombe amoureux d'elle. Si elle l'épousait avec la bague qu'on lui avait donnée, elle serait heureuse.
Sans rancune, la nouvelle princesse enrichit Bedou et la fée transforma sa chaumière en une riche demeure, bien que ses escabelles et sa paillasse restèrent tels quels, pour qu'il se souvienne de son premier état. Aussi, elle lui lima l'esprit, le rendant poli et reconnaissant. La poule et les choux reprirent apparence humaine. Enfin, la jeune fille consentit à épouser le prince.

## Postérité
- Andrew Lang l'a inclus dans The Blue Fairy Book (1890).
- Une édition en langue anglaise, The Pinks, fut publiée en 1905 dans The Wild Flower Fairy Book[1].
- Une autre traduction de 1928 du conte est intitulée Le Pot d'Œillets[2].
- Ce conte est l'un des nombreux contes de d'Aulnoy à avoir été adaptés au théâtre par James Planché, dans le cadre d'un de ses spectacles Fairy Extravaganza.